# 砂砂漠

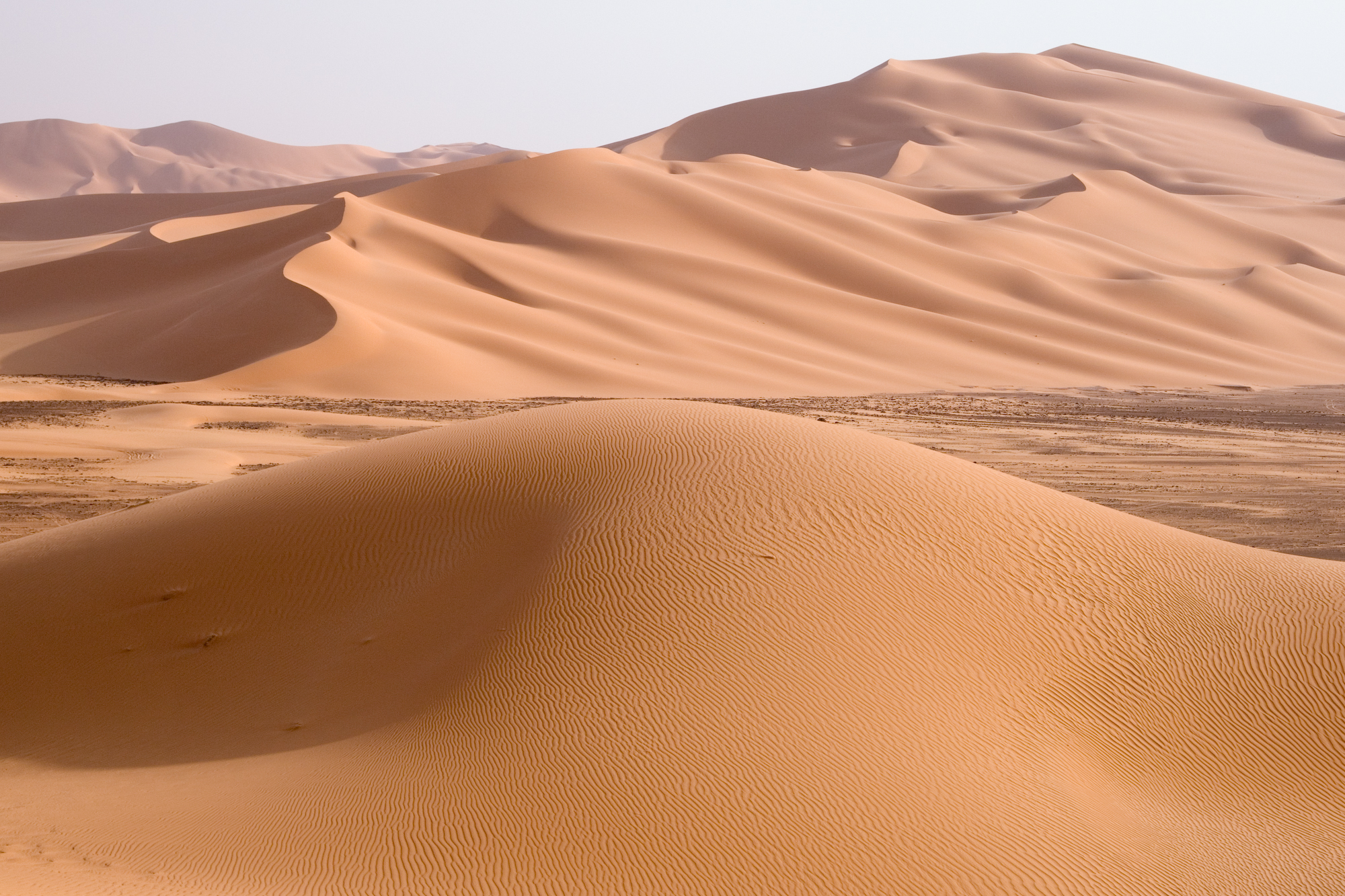
サハラ砂漠（砂砂漠）

砂砂漠（すなさばく）とは、岩石砂漠の周囲に分布する、砂礫でできた砂漠のこと。砂は2mm以下の粒を指す。
砂漠でもっとも分布が広いのは岩石砂漠であるが、日本では観光写真としては砂砂漠の砂丘をラクダが歩いている写真がよく使われるため、砂漠というと砂砂漠をイメージされることが非常に多い。アフリカのサハラ砂漠では、全体の70％が礫砂漠であり、砂砂漠の部分は20％から30％程度である。
世界の砂漠のおよそ20％が砂砂漠である。
砂砂漠では砂丘が発達している。
なお、鳥取砂丘は砂砂漠ではなく、海岸砂丘である。